# Tjockfot
Denna artikel avhandlar arten tjockfot. För familjen se Tjockfotar.
Tjockfot (Burhinus oedicnemus) är en skymnings- och nattaktiv vadarfågel, som lever i torra sandiga områden. Tjockfoten är den nordligaste arten inom familjen tjockfotar (Burhinidae) och förekommer i stora delar av Europa, norra Afrika och i sydvästra Asien. Olikt många andra vadare hittas den i torra naturtyper och är mestadels nattaktiv. Lätet påminner om storspovens, därav det engelska namnet Stone Curlew ("stenspov"). Tjockfoten förekommer regelbundet norr om sitt utbredningsområde och ses bland annat årligen i Sverige. Fågeln har minskat kraftigt i Europa, men bedöms inte vara hotad globalt och anses vara livskraftig av IUCN.

## Kännetecken

### Utseende

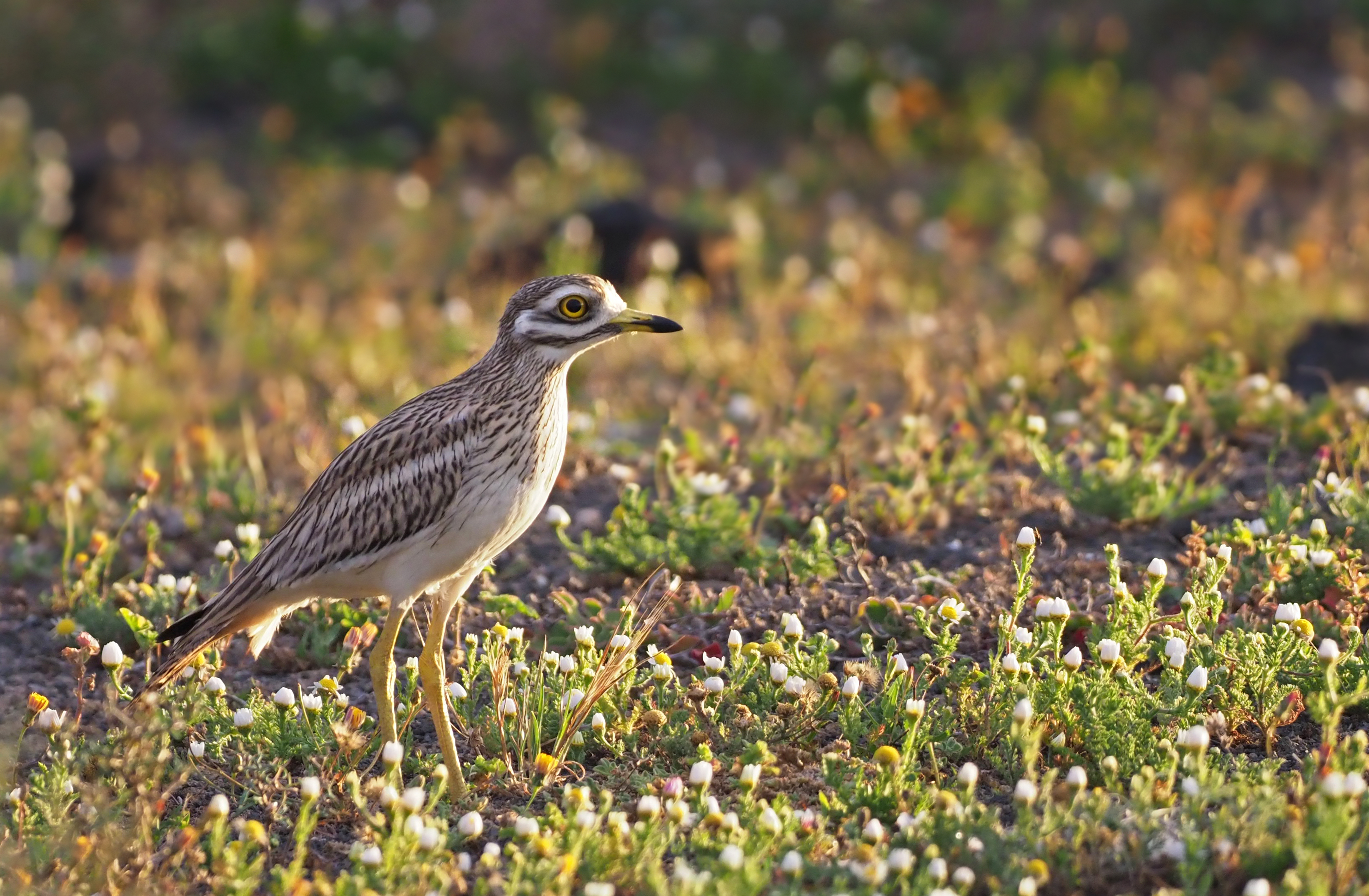
Tjockfot fotograferad på Lanzarote i Kanarieöarna.

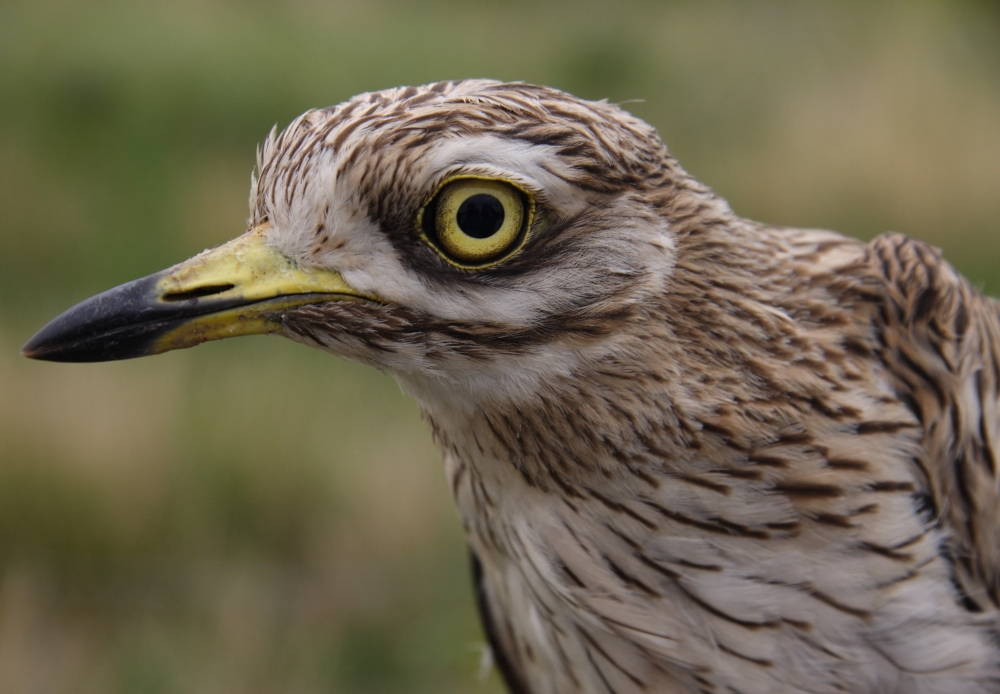
Närbild på tjockfotens huvud.

Tjockfoten är en medelstor vadarfågel som mäter 38–46 cm och med ett vingspann på 76–88 cm. Den har en kraftig svartgul näbb, stora gula ögon och välkamouflerad fjäderdräkt i olika sandfärgade nyanser. Den har ganska långa gulgröna ben med kraftfulla leder. I flykten visar den upp iögonfallande svarta och vita vingfält på de långa vingarna, och i profil är den kutryggig och flyger med grunda stela vingslag.

### Läte
Tjockfoten har en kraftfull, klagande och vittljudande sång som den framför nattetid. Vissa av dess läten påminner om storspovens.

## Utbredning och taxonomi
Tjockfoten förekommer över stora delar av Europa, i norra Afrika och i sydvästra Asien. Populationen i de tempererade områdena av Europa och Asien är flyttfåglar vilka övervintrar i sydvästra Europa och Afrika. Även vissa populationer i norra Afrika är flyttfåglar. Dessa övervintrar i andra delar av Afrika.
Fågeln delas vanligtvis upp i fem underarter med följande utbredning:
- Burhinus oedicnemus distinctus (Bannerman, 1914) – häckar på de västra Kanarieöarna
- Burhinus oedicnemus insularum (Sassi 1908) – häckar på de östra Kanarieöarna
- Burhinus oedicnemus saharae (Reichenow 1894), inkl. jordansi (Neumann, 1932) & astutus (Hartert, 1916) – häckar i norra Afrika, på öar i Medelhavet, i Grekland, Turkiet och i Mellanöstern så långt österut som till Irak och Iran.
- europeisk tjockfot[4] Burhinus oedicnemus oedicnemus – nominatformen häckar i Europa, Ukraina och Kaukasus.
- Burhinus oedicnemus harterti (Vaurie, 1963) – häckar från floden Volga till Turkestan och Pakistan, och i de allra nordvästligaste delarna av Indien.

Indisk tjockfot (Burhinus indicus) har tidigare betraktats som en underart av tjockfot. De allra flesta internationella taxonomiska auktoriteter urskiljer den numera som egen art.

### Förekomst utanför utbredningsområdet
Tjockfoten observeras sällsynt men regelbundet norr om sitt utbredningsområde. Den har setts vid ett flertal tillfällen i alla länder i Norden, inklusive Island. Den har även observerats i Kina och häckat i Tyskland. I Sverige påträffas den årligen i olika delar av landet, med 77 fynd av arten fram till och med 2020.

## Ekologi
Trots att tjockfoten är en vadarfågel så förekommer den i torra och vegetationsfattiga biotoper. Den är mestadels nattaktiv, speciellt när den sjunger under häckningsperioden. Dess föda består främst av insekter och ryggradslösa djur, men den äter även ödlor. Den lägger en kull om året vilken oftast består av två ägg, men kullar med ett till tre ägg förekommer. Äggen placeras i en grund uppskrapning direkt på marken. Paret ruvar tillsammans i 24–26 dygn. Efter att äggen kläckts tar båda föräldrar hand om ungarna i 36–42 dygn tills de är flygga. Som försvar förlitar den sig oftast på att inte bli upptäckt genom sin förmåga att kamouflera sig. Den uppträder oftast en och en eller i par och endast sällsynt i mindre grupper.

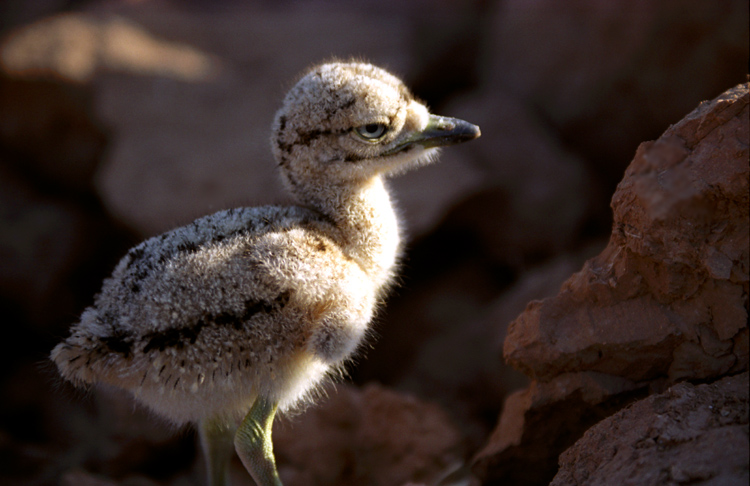
Tjockfotsunge.

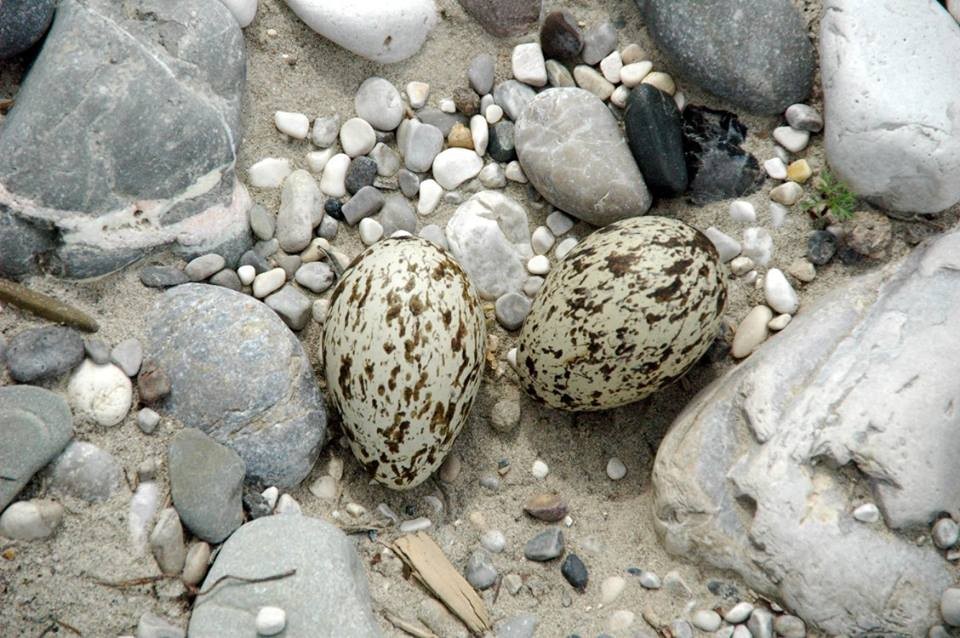
Tjockfotens ägg.

## Tjockfoten och människan

### Status
Tjockfoten förekommer över ett stort utbredningsområde som uppskattas till 1–10 miljoner km² och världspopulationen uppskattas till 140 000–330 000 individer. Den europeiska populationen, som uppskattas utgöra 25–49 % av världspopulationen, har under de senaste 40 åren minskat kraftigt. Bara under perioden 1990–2000 uppskattades det att 20 % av den europeiska populationen försvann vilket medfört att den försvunnit som häckfågel i flera länder. Trots detta bedöms den som livskraftig (LC) av internationella naturvårdsunionen IUCN eftersom den resterande majoriteten av populationen uppskattas vara stabil.

### Namn
Både det svenska trivialnamnet och det vetenskapliga namnet kommer av benens kraftfulla leder.

### I kulturen
En grekisk legend talar om fågeln charadrios och det sades att man kunde bli botad från gulsot om man tittade in i fågelns besynnerliga gula ögon. Vilken art de gällde var omdiskuterat. Bland annat ansågs det vara tjockfoten, men även sommargyllingen och ljungpipare föreslogs, även om den senare inte ens har gula ögon. I den grekiska kristna texten Physiologus från första århundradet efter Kristus kopplas legenden om charadrios till Jesus centrala mission att frälsa människan. Vid den här tiden flyttas även fokus från de gula ögonen till fåglar med gul fjäderdräkt, varför myten även kopplades till fåglar som steglitsen.
I områden där tjockfotens sång hörs nattetid, exempelvis i Egypten, påminner dess status om näktergalen och den förekommer som referens i poesi, musik och film.